# Göttin des Todes
Göttin des Todes (auch Song of Kali) ist ein Horrorroman des US-amerikanischen Schriftstellers Dan Simmons. Die Originalausgabe erschien 1985 unter dem Titel Song of Kali. Der Roman handelt von einem Schriftsteller, der nach Kalkutta reist und dort mysteriöse Ereignisse erlebt, die im Zusammenhang mit einer Sekte stehen, die der Göttin Kali huldigt.

## Handlung
Robert Luczak, ein amerikanischer Schriftsteller und Redakteur einer Literaturzeitschrift für östliche Dichtung, soll nach Kalkutta, Indien, reisen, um ein neues, bisher unveröffentlichtes Manuskript des berühmten Dichters M. Dash zu erwerben. Dash verschwand acht Jahre zuvor spurlos und wird seitdem von der Literaturwissenschaft für tot gehalten. Aus diesem Grund reist Luczak äußerst skeptisch nach Kalkutta. Seine Ehefrau Amrita, die in Indien geboren wurde, begleitet ihn auf Grund ihrer Sprachkenntnisse als potenzielle Dolmetscherin, zusammen mit der gemeinsamen, sieben Monate alten Tochter Victoria.
In Kalkutta angekommen, wird die Familie Luczak von M. T. Krishna empfangen, der behauptet, für einen verhinderten Freund des Schriftstellerverbandes einzuspringen. Am nächsten Tag trifft sich Luczak mit dem Schriftstellerverband, um über die Details der Manuskript-Übergabe zu diskutieren. Seine Bitte, Dash persönlich zu treffen, wird vehement abgelehnt.
Zu diesem Zeitpunkt ist Luczak bereit, direkt nach Erhalt des Manuskripts Kalkutta wieder zu verlassen. Am Abend vor der Abreise kehrt jedoch Krishna zurück und nimmt ihn mit in ein Café, wo ihm der Student Jayaprakesh Muktanandaji von seinen Erfahrungen mit der Sekte der Kapalikas berichtet, die Kali anbeten, eine hinduistische Gottheit des Todes und der Zerstörung. 
Er erzählt, dass die Kapalikas als Initiationsritus von jedem neuen Mitglied die Opferung einer menschlichen Leiche vor dem Standbild der Kali im Tempel der Kapalikas fordern. Im Laufe der Zeremonie wird diese Leiche durch Kali wiedererweckt. Es stellt sich heraus, dass es sich bei der Leiche, die Muktanandaji aus einem Krematorium gestohlen hat, um den Körper von M. Dash handelt. Luczak hält die Geschichte allerdings für erfunden.
Bald darauf wird Luczak das neue Manuskript von Dash zugespielt, das sich als ein mehrere hundert Seiten starkes Gedicht entpuppt, in dem die Göttin Kali beschworen wird. In der Nacht nach der Lektüre des Textes hat Luczak einen Albtraum, in dem ihn Kali erscheint. 
Luczak fordert ein weiteres Mal ein Treffen mit Dash und droht, das Manuskript nicht zu veröffentlichen, wenn er den Dichter nicht sehen darf. Daraufhin arrangiert der Schriftstellerverband eine Begegnung in einer ungenutzten Fabrikanlagen inmitten der Slums von Kalkutta. Es stellt sich heraus, dass Dash seit vielen Jahren an Lepra leidet und sich nur noch im Dunkeln aufhalten kann. Jedoch hat er Veröffentlichungen von Luczak und anderen zeitgenössischen englischen Schriftstellern gelesen und bittet Luczak, ihm weitere Werke zu besorgen. Aufgrund eines Gedichtes, das Dash erwähnt, glaubt Luczak, dass der Dichter sterben möchte – auch, weil Luczak kurz vorher eine Pistole zugespielt wurde. 
Er besorgt die Bücher und höhlt eines davon soweit aus, dass die Pistole darin Platz findet. So schmuggelt er sie in das Versteck Dashs, das von Kapalikas bewacht wird. Kurz nachdem Luczak Dashs Zimmer wieder verlassen hat, ertönen zwei Schüsse und der Dichter liegt offensichtlich tot auf dem Tisch. Daraufhin wird Luczak gefangen genommen und soll umgebracht werden. Er wird jedoch von M. T. Krishna, der unvermittelt auftaucht, befreit und kann während einer Verfolgungsjagd durch die Slums fliehen. 
Wieder im Hotel, erfährt er, dass seine Tochter Victoria aus dem Hotelzimmer entführt wurde. Alles deutet auf die Kapalikas oder M. T. Krishna hin. Einige Tage ermittelt die Polizei von Kalkutta ergebnislos, dann wird der Familie mitgeteilt, dass das Baby bei einem jungen indischen Paar am Flughafen gesehen wurde. Luczak, seine Frau und die Polizei eilen dorthin, müssen jedoch entsetzt feststellen, dass Victoria schon seit einigen Stunden tot ist und nicht wie erwartet von den Kapalikas, sondern von Diamantenschmugglern entführt wurde, die den Körper des Babys als Transportgefäß nutzen wollten.
Nachdem alle Formalitäten in Indien erledigt sind, reist Luczak mit seiner Frau zurück in die Vereinigten Staaten und zerstört das Manuskript, das von der Wiedererweckung Kalis erzählt. Auch sein Umzug in ein ruhiges Gebiet der USA verschafft ihm nur teilweise Ruhe. Als er meint, ein neues Leben beginnen zu können und seine schweren Erinnerungen aus Kalkutta langsam verarbeitet zu haben, erfährt er von der Veröffentlichung von Dashs Kali-Lied in Indien. M. Dash scheint also doch noch zu leben. Spontan reist er mit einer Pistole nach Kalkutta, um seine Peiniger umzubringen und dem Kult ein Ende zu bereiten. 
In Indien angekommen, sieht er, welches Ausmaß die Wiedererweckung Kalis erreicht. Er hört das Lied der Göttin in seinen Ohren und entscheidet sich noch am Flughafen, seine Rache aufzugeben, da er nur im Sinne Kalis handeln würde und allein sowieso nichts ausrichten kann. Zurück in den USA kümmert er sich um die Beziehung zu seiner Frau Amrita, übernimmt die Chefredaktion der Zeitschrift Other Voices und versucht, mit der Veröffentlichung positiver Literatur gegen das heraufdämmernde Zeitalter der Kali anzugehen.

## Hauptfiguren
- Robert Luczak, Schriftsteller und Redakteur der Literaturzeitschrift Other Voices
- Amrita Luczak, seine Frau, geboren in Indien
- M. T. Krishna, eine rätselhafte Figur, deren wahre Identität ungeklärt bleibt
- Michael Leonard Chatterjee, Mitglied des Schriftstellerverbandes von Kalkutta
- M. Dash, verschollener und für tot erklärter Dichter
- Abe Bronstein, alter Bekannter von Robert Luczak und Chefredakteur der Zeitschrift Other Voices

## Auszeichnungen
- World Fantasy Award 1986

## Ausgaben
- Dan Simmons: Song Of Kali, Edition Phantasia 2006, ISBN 978-3-9378-9701-1
- Dan Simmons: Göttin des Todes, Heyne 2009, ISBN 978-3-453-53294-6